# Número do ódio
Em teoria dos números, um número do ódio (em inglês:  odious number) é um número não negativo que tem um número ímpar de dígitos 1 em sua representação binária.
| Os 20 primeiros números do ódio são (sequência A000069 na OEIS): |    |     |     |      |      |      |      |       |       |       |       |       |       |       |       |        |        |        |        |
| 1                                                                | 2  | 4   | 7   | 8    | 11   | 13   | 14   | 16    | 19    | 21    | 22    | 25    | 26    | 28    | 31    | 32     | 35     | 37     | 38     |
| Em representação binária:                                        |    |     |     |      |      |      |      |       |       |       |       |       |       |       |       |        |        |        |        |
| 1                                                                | 10 | 100 | 111 | 1000 | 1011 | 1101 | 1110 | 10000 | 10011 | 10101 | 10110 | 11001 | 11010 | 11100 | 11111 | 100000 | 100011 | 100101 | 100110 |

Estes números dão as posições dos valores não-zero na sequência de Thue-Morse.
Um número que não é do ódio é chamado número do mal.